# Isala '77
Isala '77 (ook wel: Isala) is een volleybalvereniging uit Beneden-Leeuwen.
De club is aangesloten bij de Nederlandse Volleybal Bond (Nevobo), de Maas & Waal Recreanten-competitie en de RecVol Recreanten-competitie. Isala traint in sporthal De Rosmolen in Beneden-Leeuwen.